# 1070 (szám)
Az 1070 (római számmal: MLXX) az 1069 és 1071 között található természetes szám.

## A szám a matematikában
A tízes számrendszerbeli 1070-es a kettes számrendszerben 10000101110, a nyolcas számrendszerben 2056, a tizenhatos számrendszerben 42E alakban írható fel.
Az 1070 páros szám, összetett szám, szfenikus szám. Kanonikus alakja 21 · 51 · 1071, normálalakban az 1,07 · 103 szorzattal írható fel. Nyolc osztója van a természetes számok halmazán, ezek növekvő sorrendben: 1, 2, 5, 10, 107, 214, 535 és 1070.
Az 1070 egyetlen szám valódiosztó-összegeként áll elő, ez az 1069².

## Csillagászat
- 1070 Tunica kisbolygó